# Heinrich (cràter)
Heinrich és un petit cràter d'impacte situat a la Mare Imbrium, un mar lunar en el quadrant nord-oest de la cara visible de la Lluna. És una formació circular amb forma de bol, molt similar a molts altres cràters de mida comparable a la Lluna.

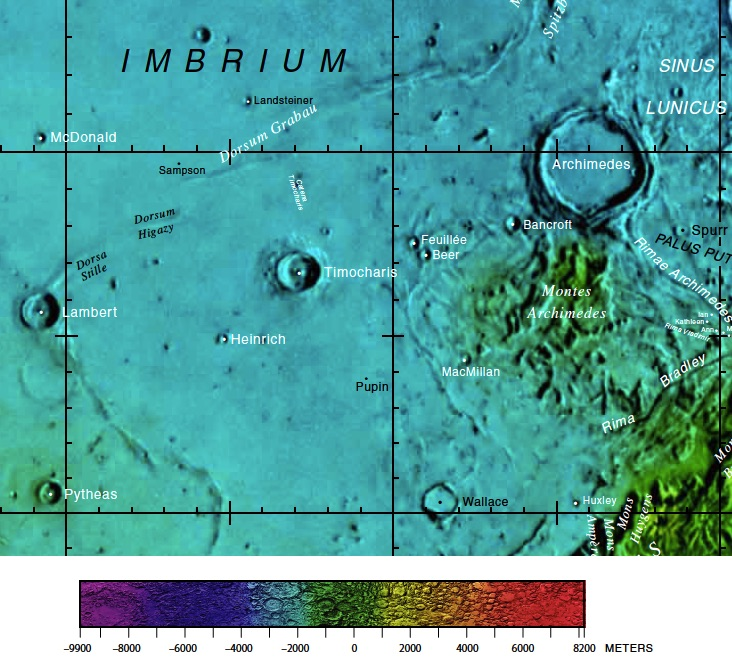
Localització de Heinrich (centre esquerra de la imatge)

Heinrich es troba a sud-oest del prominent cràter Timocharis, i va ser designat prèviament com Timocharis A abans de rebre el seu nom actual segons la UAI. Per la resta, és una formació relativament aïllada, amb tan sols alguns diminuts cràters satèl·lit de Timocharis situats a prop.